# Flatachilus diffinis
Flatachilus diffinis är en insektsart som först beskrevs av Walker 1858.  Flatachilus diffinis ingår i släktet Flatachilus och familjen vedstritar. Inga underarter finns listade i Catalogue of Life.